# Andante festivo
Andante festivo è una composizione di un solo movimento di Jean Sibelius, originariamente scritta nel 1922 per quartetto d'archi. Nel 1938 il compositore rielaborò il brano per orchestra d'archi e timpani. Il 1º gennaio 1939 Sibelius diresse la sua composizione in una trasmissione dal vivo trasmessa in tutto il mondo, rendendola così l'unico documento sonoro di una sua interpretazione.

## Storia
Walter Parviainen chiese a Sibelius una cantata per celebrare il 25º anniversario delle segherie Säynätsalo prima del Natale del 1922. Sibelius scrisse invece una composizione per quartetto d'archi, che divenne Andante festivo. Probabilmente era basata su progetti più vecchi, come l'oratorio Marjatta pianificato nel 1900. Quando Riitta Sibelius, una nipote del compositore, si sposò nel 1929, Andante festivo fu eseguito da due quartetti d'archi, probabilmente con alcune modifiche.
Sibelius ascoltava frequentemente la radio negli anni '30. Pensò di comporre per la radio in un modo diverso, per adattare la musica alle distorsioni create dagli altoparlanti dell'epoca. Quando Olin Downes, critico del New York Times, gli chiese di "dirigere un brano musicale come saluto della Finlandia al mondo in una trasmissione radiofonica per celebrare la New York World Exhibition", sperimentò la sua idea adattando il precedente quartetto d'archi. A tutta voce e inneggiante, questo brano è costruito come un flusso regolare e continuo di frasi melodiche simili che scorrono dentro e fuori l'una dall'altra. Sibelius era un violinista e sapeva come comporre per gli archi. Una "melodia ripetuta senza soluzione di continuità" è suonata dagli archi e viene risposto nelle ultime quattro battute dai timpani, in una dichiarazione quasi religiosa in un mondo prima della seconda guerra mondiale.
La versione per archi e timpani fu eseguita per la prima volta in una trasmissione in diretta il 1º gennaio 1939 dall'Orchestra della Radio diretta dal compositore, come unico esempio registrato del compositore che interpreta una sua opera. Mantenne un ritmo lento in modo professionale, con un "rubato non forzato", creando una sonorità degli archi solenne e cantante. A volte si è preso qualche libertà con le indicazioni del tempo della partitura.

## Incisioni
Una raccolta del 2015 di registrazioni di musica per orchestra di Sibelius, suonata dall'Orchestra Filarmonica di Helsinki diretta da Leif Segerstam e registrata tra il 1995 e il 2007, include la registrazione di Andante festivo dagli archivi della Società di Radiodiffusione Finlandese e la contrappone ad altre opere tra cui il Concerto per violino e la Sinfonia n. 2.
La registrazione diretta da Sibelius fa anche parte di una raccolta di spettacoli storici dal 1928 al 1948, in particolare le registrazioni della Columbia Gramophone Company (in seguito EMI) degli anni '30, quando Robert Kajanus diresse le sinfonie e i poemi sinfonici, molti dei quali aveva presentato in anteprima.
La registrazione di Andante festivo è stata l'ultima esibizione di Sibelius come direttore. L'opera è stata suonata al suo funerale.